# Tội phạm học
Tội phạm học là nghiên cứu khoa học về tính chất, mức độ nguyên nhân kiểm soát về hành vi phạm tội trong cá nhân và xã hội. Tội phạm học là một lĩnh vực liên ngành trong tâm lí học hành vi, trong đó nó có liên quan tới nghiên cứu của các nhà xã hội học (đặc biệt là trong xã hội học về lệch lạc), nhân loại học xã hội và tâm lý học, cũng như trong các văn bản luật pháp.
Lĩnh vực nghiên cứu của tội phạm học bao gồm tỷ lệ, hình thức, nguyên nhân và hậu quả của tội phạm, cũng như các quy định xã hội và chính phủ và phản ứng đối với tội phạm. Đối với nghiên cứu về sự phân bố và nguyên nhân của tội phạm, tội phạm học chủ yếu dựa vào phương pháp nghiên cứu định lượng. Thuật ngữ tội phạm học được đưa ra bởi giáo sư luật người Ý Raffaele Garofalo năm 1885 với từ criminologia. Sau đó, nhà nhân chủng học người Pháp Paul Topinard sử dụng từ tương tự trong tiếng Pháp là criminologie.

## Liên kết
- National Criminal Justice Reference Service (NCJRS)
- American Society of Criminology
- Australian Institute of Criminology (AIC)
- British Society of Criminology
- CrimLinks UK based site with links and news
- Internet Journal of Criminology
- International Criminologists Association (I.C.A.) Lưu trữ ngày 6 tháng 8 năm 2013 tại Wayback Machine International association of professionals specialized in criminology.
- Criminology Mega-Site Lưu trữ ngày 13 tháng 8 năm 2009 tại Wayback Machine — Dr. Tom O'Connor (Associate Professor of Criminal Justice, Austin Peay State University)
- Comparative Criminology Lưu trữ ngày 30 tháng 6 năm 2009 tại Wayback Machine
- Scottish Centre for Crime and Justice Research, a well respected academic research centre focusing on crime and justice issues